# Бриллиантовая ловушка
«Бриллиантовая ловушка» — телефильм, снятый по роману «Большое бриллиантовое ограбление» Джона Минахэна.

## Сюжет
В фильме рассказана история одного гениального ограбления. Были украдены бриллианты на сумму в 12 500 000 долларов. Расследует дело упрямый и настойчивый сыщик детектив Роллингс.
В краже же была замешана одна очаровательная девушка, сотрудница галереи, где должен был состояться аукцион по продаже алмазов. В итоге все участники кражи по-видимому погибли, а девушка и её напарник разбились и сгорели в машине. Никого и ничего осталось, и дело должно быть закрыто.
Но Роллингс стремится ухватиться хоть за что-то, ведь он поклялся комиссару, которого ранили при проведении операции, что если он не распутает дело, то подаст в отставку. И вот детектив отправляется в Лондон в надежде найти драгоценные камни и преступников.

## В ролях
- Хауард Хессеман
- Брук Шилдс
- Даррен Мак Гэвин
- Дик О'Нилл
- Тони Стидмэн
- Николас Прайор
- Твигги — детектив сержант Чарли Лавсон
- Эд Маринаро

## Съёмочная группа
- Произведение: Джон Минахэн
- Автор сценария: Дэвид Пекинпа
- Режиссёр: Дон Тейлор
- Оператор: Роберт Эдвардс
- Монтаж: Том Стивенс
- Композитор: Рон Рэмин
- Художники: Джон Мэнсбридж и Дон Хомфрэй
- Продюсер: Нил Маффео
- Исполнительный продюсер: Джей Бернстайн

## Дополнительная информация
- Жанр этого фильма определяют также как боевик и триллер.
- Как дату выхода фильма иногда ошибочно указывают 1992 год.